# Göran Ekelund
Göran Ivar Daniel Ekelund, född 14 juli 1926 i Norrköping, död 9 april 2021 i Stockholm, var en svensk företagsledare. 
Ekelund, som var son till direktör Bo Ekelund och Dagmar Swartling, utexaminerades från Kungliga Tekniska högskolan 1948. Han var verksam i USA 1949–1950, anställdes vid AB Armerad Betong 1951, blev chef för vägavdelningen 1955, vice verkställande direktör 1961, var verkställande direktör där 1966–1971, för Byggnads AB Balken 1972–1979, verkställande direktör för Södra skogsägarnas AB 1979–1983 och arbetande styrelseordförande i Göteborgs Betongpålar AB 1983–1984. Han var styrelseledamot ett flertal bolag till 1997.